# Männerlist grösser als Frauenlist

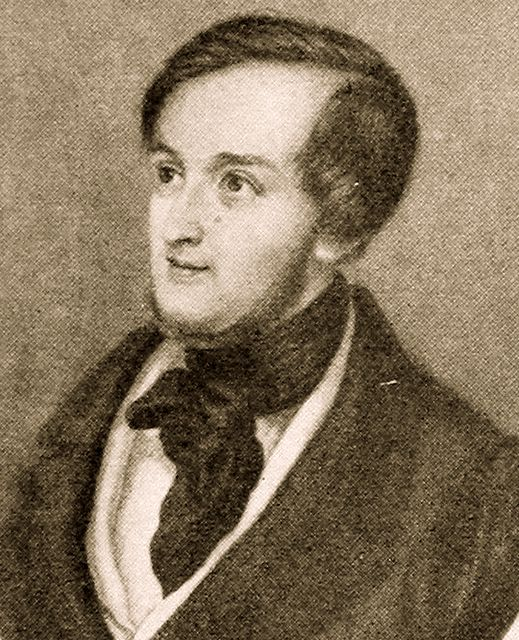
Richard Wagner

Männerlist grösser als Frauenlist oder Die glückliche Bärenfamilie (WWV 48, Os homens são mais astutos que as mulheres, ou a família dos ursos felizes)) é um singspiel incompleto do compositor alemão Richard Wagner, composto entre 1837 e 1838. 
Contexto:
A ópera foi composta antes da obra mais conhecida de Wagner, Rienzi. Na época, Wagner era um jovem compositor buscando reconhecimento e lutando contra dificuldades financeiras. Männerlist grösser als Frauenlist pode ser vista como uma obra experimental, onde Wagner explorou diferentes estilos musicais e cômicos.
Enredo:
A ópera gira em torno de um ourives arrogante chamado Hanswurst, que acredita na superioridade masculina. Ele se recusa a se casar com a jovem e inteligente Lieschen, pois a considera inferior. Lieschen, com a ajuda de sua criada, elabora uma armadilha para enganar Hanswurst. Ela se disfarça de um rico barão e o convence a se casar com sua "prima", que na verdade é ela mesma. No final, Hanswurst é humilhado e aprende a lição de que a inteligência e a astúcia não são exclusivas dos homens.
Temas:
- Gênero e inteligência: A ópera explora a questão da inteligência masculina e feminina, satirizando a arrogância masculina e exaltando a astúcia feminina.
- Jogos de poder: A obra também apresenta um jogo de poder entre Hanswurst e Lieschen, onde ela o manipula para conseguir o que deseja.
- Amor e casamento: A ópera também questiona as normas sociais de amor e casamento, mostrando que a mulher pode ser inteligente e independente.

Significado:
A ópera é uma obra satírica que critica a visão patriarcal da sociedade. A obra também destaca a importância da inteligência e da astúcia, independentemente do sexo. Männerlist grösser als Frauenlist é uma obra interessante que oferece uma perspectiva crítica sobre os estereótipos de gênero e as relações de poder na sociedade.
Música:
A música da ópera é uma mistura de diferentes estilos, incluindo o estilo italiano bel canto e o estilo alemão Singspiel. A música é leve e divertida, com algumas árias memoráveis e duetos.
Performances:

A ópera foi raramente performada completa, mas alguns trechos foram apresentados em concertos. A obra foi gravada em 2013 pela Pocket Opera Company.